# LEGO Star Wars: I racconti del droide
LEGO Star wars: I racconti del droide (Lego Star Wars: Droid Tales) è una miniserie televisiva basata sulla linea tematica di giocattoli LEGO Star Wars e ambientate nell'universo fantascientifico di Guerre stellari. Ha debuttato negli Stati Uniti su Disney XD il 6 Luglio 2015 e il 5 ottobre dello stesso anno sulla versione italiana del canale.
La serie racconta la storia dei sei film della saga, da La minaccia fantasma fino a Il ritorno dello Jedi, di un episodio di Star Wars Rebels e una missione ambientata durante le guerre dei cloni creata per la serie, il tutto dal punto di vista di C-3PO e R2-D2.

## Trama
La storia è ambientata subito dopo la battaglia di Endor. I protagonisti de Il ritorno dello Jedi si riuniscono attorno a C-3PO ed R2-D2, e chiedono loro di raccontare gli avvenimenti che hanno portato alla caduta della Repubblica e alla fondazione dell'Impero. C-3PO dice di non ricordare nulla (in seguito alla cancellazione della memoria avvenuta ne La vendetta dei Sith), quando R2-D2 gli restituisce la sua memoria mantenuta in una PenDrive fino ad allora. Così C-3PO inizia la sua narrazione, quando, durante il racconto, si accorge che R2-D2 è stato rapito da una misteriosa entità incappucciata. Il droide intraprende così un viaggio, assieme all'Ammiraglio Ackbar, per ritrovare il suo amico scomparso.
Durante tutta la sua avventura C-3PO racconta (e riassume) in modo ironico tutti gli avvenimenti, da La minaccia fantasma a Il ritorno dello Jedi.

## Episodi
| nº | Titolo originale      | Titolo italiano         | Prima TV USA     | Prima TV Italia | Ascolti USA            |
| --- | --------------------- | ----------------------- | ---------------- | --------------- | ---------------------- |
| 1 | Exit From Endor       | Partenza da Endor       | 6 luglio 2015    | 5 ottobre 2015  | telespettatori 555 000 |
| Mentre i ribelli puliscono Endor dopo aver celebrato la caduta dell'Impero Galattico, convincono C-3PO a raccontare a loro le sue avventure de La minaccia fantasma e de L'attacco dei cloni. La sua storia viene interrotta quando si rende conto che R2-D2 è stato rapito da una figura incappucciata, che decolla sulla nuova nave dell'Ammiraglio Ackbar, la Daisy Mae, e C-3PO e Ackbar danno la caccia. |                       |                         |                  |                 |                        |
| 2 | Crisis on Coruscant   | Crisi su Coruscant      | 24 agosto 2015   | 6 ottobre 2015  | telespettatori 492 000 |
| C-3PO rintraccia la Daisy Mae a Coruscant e ricorda il suo tempo come campidoglio durante le guerre dei cloni. Ackbar trova la Daisy Mae, mentre C-3PO chiede aiuto in giro per trovare R2-D2, convinto di raccontare la storia de La vendetta dei Sith. C-3PO vede R2 nel filmato di sorveglianza su una navetta diretta a Tatooine e prenota un volo lì. |                       |                         |                  |                 |                        |
| 3 | Mission to Mos Eisley | Missione a Mos Eisley   | 7 settembre 2015 | 7 ottobre 2015  | telespettatori 528 000 |
| Durante il volo su Tatooine, C-3PO incontra un giovane twi'lek che colleziona carte collezionabili di ribelli, raccontando di come ha combattuto insieme all'equipaggio Spettro (episodio Droidi preoccupati di Star Wars Rebels). Al suo arrivo a Mos Eisley, scopre che la cantina è ora un rifugio sicuro per i droidi che si nascondono dai jawa e racconta loro la storia de Una nuova speranza. Lasciando la cantina, vede la figura incappucciata e R2-D2 partire su una cannoniera e chiede l'aiuto di Chewbecca per inseguirli a bordo del Millennium Falcon.                                              |                       |                         |                  |                 |                        |
| 4 | Flight of the Falcon  | Il volo del Falcon      | 12 ottobre 2015  | 8 ottobre 2015  | telespettatori 421 000 |
| R2-D2 trasmette le sue coordinate a C-3PO e seguono la cannoniera a Geonosis. Durante il viaggio, C-3PO ricorda la storia de L'Impero colpisce ancora al copilota Nien Nunb. Su Geonosis, il gruppo trova R2-D2 nella vecchia fabbrica di droidi da battaglia e scopre che la figura incappucciata è Lando Calrissian, che voleva vendere i pezzi di ricambio in modo da poter riavviare la sua attività mineraria e ha chiesto a R2-D2 di interpretare. Tuttavia, il generale Max Veers si rivela, progettando di utilizzare la fabbrica per ricostruire l'esercito di droidi separatisti e ripristinare l'Impero. |                       |                         |                  |                 |                        |
| 5 | Gambit on Geonosis    | Stratagemma su Geonosis | 2 novembre 2015  | 9 ottobre 2015  | telespettatori 509 000 |
| Mentre R2-D2 si libera, C-3PO distrae i loro rapitori con i racconti de Il ritorno dello Jedi. R2-D2 fugge e prende il controllo del Millennium Falcon, aprendo una via di fuga per gli altri. Veers tenta di creare un gigantesco droide da battaglia per fermarli, ma l'Ammiraglio Ackbar arriva sulla Daisy Mae per distruggerlo. Gli eroi tornano tutti a Endor per continuare la celebrazione. |                       |                         |                  |                 |                        |

## Doppiaggio originale
- Eric Bauza - Luke Skywalker, FA-4 Droide Pilota, Cameriere, Stormtrooper #2
- Michael Benyaer - Kanan Jarrus
- Michael Daingerfield - Ian Solo, Bossk, Stormtrooper #1
- Anthony Daniels - C-3PO
- Trevor Devall - Darth Sidious, Ammiraglio Ackbar, Jar Jar Binks, Jango Fett, Boba Fett, TionMedon, Droide della spazzatura #2, Droide da battaglia #1, Nien Nunb
- Paul Dobson - Ki-Adi-Mundi
- Heather Doerksen - Principessa Leila Organa, Shmi Skywalker
- Michael Donovan - Obi-Wan Kenobi (anziano), Conte Dooku, Owen Lars, Capitano Panaka, Pilota, Poggle il Minore, Annunciatore dello spazioporto
- Brian Drummond - Watto, Garazeb "Zeb" Orrelios, Ammiraglio Motti
- Andrew Francis - Senatore Bail Organa
- Adrian Holmes - Mace Windu, Guardia Reale #1
- Bronwen Holmes - Anakin Skywalker (giovane)
- Tom Kane - Yoda, Narratore, Qui-Gon Jinn, Droide della spazzatura #1, Pit-droid, Agente
- Alan Marriott - Agente Kallus
- Kirby Morrow - Anakin Skywalker, Generale Grievous, GuardiaReale #2, Cliente Ithoriano
- Colin Murdock - Generale Veers, Agente Ribelle
- Montana Norberg - Padmé Amidala
- Nicole Oliver - Hera Syndulla
- Adrian Petriw - Ezra Bridger
- Darien Provost - Twi Lek Kid
- Elysia Rotaru - Sabine Wren
- Matt Sloan - Dart Fener, Stormtrooper
- Lee Tockar - Darth Maul, Nute Gunray, Vizago, Amda Wabo
- Samuel Vincent - Obi-Wan Kenobi (giovane), Droide della spazzatura #3, Droide per i ticket, Droide da battaglia #2
- Billy Dee Williams - Lando Calrissian